# Medaglia al valore (Israele)
La Medaglia al Valore è il massimo riconoscimento al valor militare concesso dallo Stato d'Israele fin dal 1970.

## Storia
La medaglia è stata istituita nel 1970 dal parlamento israeliano, il Knesset, come sostituzione per il titolo, assegnato durante la Guerra civile del 1947-1948 nella Palestina mandataria e la Guerra arabo-israeliana del 1948, di Eroe d'Israele.
La medaglia è stata assegnata anche per eventi militari anteriori alla data della sua istituzione ed è stata concessa per sostituzione anche a tutti i militari che avevano ricevuto il titolo di Eroe di Israele.
I destinatari della medaglia ricevono diversi privilegi; sia economico-fiscali come ad esempio riduzioni fiscali che più formali come inviti a cerimonie ufficiali di stato.

## Descrizione

Il riconoscimento imposto agli ebrei dai nazisti da portare sempre sugli indumenti.

La medaglia, progettata dal grafico israeliano Dan Reisinger, costituisce un chiaro riferimento alla persecuzione ed al genocidio perpetrato dai Nazisti a danno degli ebrei europei avvenuti prima e durante la Seconda guerra mondiale.
Dal simbolo di riconoscimento che il regime nazista aveva imposto agli ebrei infatti, una Stella di David gialla con su scritto "ebreo" in tedesco, provengono sia la forma della medaglia, ornata da una spada ed un ramo d'ulivo nella parte frontale, che il colore del nastro, ornato, solamente in caso di conferimento multiplo, di una riproduzione della stessa medaglia.

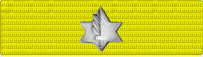
Il nastro della medaglia decorato per più di una concessione.